# Équipe de Grenade féminine de football
Cet article traite de l'équipe féminine. Pour l'équipe masculine, voir Équipe de Grenade de football.
Maillots
L'équipe de Grenade féminine de football est l'équipe nationale qui représente la Grenade dans les compétitions internationales féminines de football. Elle est gérée par la Fédération grenadienne de football.
Les Grenadiennes n'ont jamais disputé une phase finale d'une compétition majeure de football féminin, que ce soit le Championnat féminin de la CONCACAF, la Coupe du monde ou les Jeux olympiques.

## Classement FIFA
| Année              | 2006 | 2007 | 2008 | 2009 | 2010 | 2011 | 2012 | 2013 | 2014 | 2015 | 2016 | 2017 | 2018 |
| ------------------ | ---- | ---- | ---- | ---- | ---- | ---- | ---- | ---- | ---- | ---- | ---- | ---- | ---- |
| Classement mondial | 95   | 144  | 117  | 92   | 128  | 136  | 131  | 118  | 133  | 131  | 119  | 119  | 138  |